# Káloz
Káloz est un village et une commune du comitat de Fejér en Hongrie.